# Arena Jaraguá
A Arena Jaraguá é um ginásio poliesportivo localizado no município catarinense de Jaraguá do Sul, Brasil. A arena foi construída em 2007, e possui uma capacidade de 8.500 pessoas. Seu uso principal é para jogos de futsal, voleibol e handebol.
O complexo multiuso mais moderno do Sul do Brasil está localizado no coração geográfico de Jaraguá do Sul e abriga eventos esportivos, feiras, shows e congressos com capacidade para oito mil lugares divididos em cinco setores, além de camarotes, área de exposição, bares, praça de alimentação, restaurante, banheiros, cabines de transmissão, vagas de estacionamento e diversas lojas. Para shows a capacidade do local é de 17 mil pessoas na parte interna e de 50 mil pessoas na área externa. A construção contém traços modernistas e contemporâneos e teve custo estimado em R$ 17 milhões.
É a casa da equipe Jaraguá Futsal, antiga Malwee Futsal.
Com a inauguração deste mega-espaço, a cidade de Jaraguá do Sul passou a fazer parte da rota dos grandes eventos, tendo a oportunidade de receber eventos esportivos, culturais e de lazer com abrangência nacional e internacional.

## Outras informações da Arena Jaraguá
| Área construída        | 20.640m²             |
| Área coberta           | 10.415m²             |
| Área para feiras       | 3.954m²              |
| Banheiros              | 24                   |
| Bares                  | 8                    |
| Bilheterias            | 32                   |
| Cabines de transmissão | 10                   |
| Camarotes              | 22                   |
| Pé direito             | 31m (no vão central) |
| Praça de alimentação   | 1.280m²              |

## UFC
Recebeu um evento da maior organização de MMA do planeta, o UFC no dia 18 de maio de 2013 no evento UFC on FX: Belfort vs. Rockhold com o lutador Vitor Belfort na luta principal. Foi a primeira vez que a organização fez um evento no estado catarinense e fora da região Sudeste.